# تهيئة (علم النفس)
التهيئة في علم النفس هو زيادة الحساسية تجاه مثير معين بسبب تجربة سابقة. وهو يعتمد على الذاكرة اللاواعية بخلاف التذكر الذي يعتمد على الذاكرة الواعية. وأظهرت بعض الدراسات أن التهيئة يمكن أن تأثر في عملية اتخاذ القرارات.
يمكن أن تكون التهيئة إدراكية حسية أو دلالية كلامية أو مفاهيمية. تعمل التهيئة بشكل أفضل عندما تكون المحفزات من نفس الطبيعة. على سبيل المثال تعمل التهيئة البصرية بشكل أفضل مع الإشارات والمحفزات المرئية وتعمل التهيئة اللفظية بشكل أفضل مع الإشارات والمحفزات السمعية.

## أنواعها

### التهيئة الإيجابية والتهيئة السلبية
يشير مصطلحين التهيئة الإيجابية والسلبية إلى تأثير التهيئة على سرعة التفكير بحيث تسرع التهيئة الإيجابية من عملية التفكير وتخفض التهيئة السلبية تلك السرعة إلى مستويات أبطأ من مستويات سرعة التفكير غير المعرض للتهيئة. تحدث التهيئة الإيجابية ببساطة عن طريق التعرض لمحفز معين بينما تحدث التهيئة السلبية عن طريق التعرض لمحفز ثم تجاهله. وقد تحدث تأثيرات التهيئة الإيجابية حتى عند عدم رؤية المحفز بشكل واضح. تم شرح آثار التهيئة الإيجابية والسلبية في أبحاث الاحتمالات المتعلقة بالأحداث (ERP).
يُعتقَد أن التهيئة الإيجابية ناجمة عن توزيع تنشيط العمل. وهذا يعني أن أول حافز ينشط أجزاء من تمثيل أو ارتباط معين في الذاكرة قبل تنفيذ عمل أو مهمة. ثم في المرة الثانية يتم مسبقًا تفعيل التمثيل جزئيًا عند حدوث الحافز، لذلك يصبح هناك حاجة اقل إلى التحفيز الإضافي لكي يصبح الشخص مدركًا للمهمة أكثر.
إنَّ توضيح فكرة التهيئة السلبية أكثر صعوبة. وتم من أجل ذلك افتراض العديد من النماذج لكن الأكثر شيوعًا منها في الوقت الحالي هو نموذج تثبيط التشتيت ونماذج الاسترجاع غير المقصود. يتم في نموذج تثبيط التشتيت تخفيف تنشيط المحفزات التي يتجاهلها الدماغ. يفترض نموذج الاسترجاع غير المقصود أن العناصر التي يتم تجاهلها يتم تمييزها بعلامة (لا تستجيب لها) من قبل الدماغ. وعندما يعمل الدماغ في وقت لاحق لاسترداد هذه المعلومات تتسبب العلامة في حدوث تضارب. إنّ الوقت الذي يستغرقه حل هذا التضارب يسبب التهيئة السلبية. على الرغم من أن كلا النموذجين لا يزالان صالحين لشرح الفكرة إلا أن الأبحاث العلمية الحديثة قد دفعت العلماء إلى الابتعاد عن نموذج تثبيط التشتيت.

### التهيئة الإدراكية الحسية والمفاهيمية
الفرق بين التهيئة الإدراكية الحسية والمفاهيمية هو ما إذا كانت العناصر ذات الشكل المتشابه أو العناصر ذات المعاني المتماثلة تحفز التهيئة فيما بينها.
وتستند التهيئة الإدراكية الحسية على شكل الحافز ويتم تعزيزها من خلال الربط بين الحوافز الأولية والحوافز التي تأتي بعدها. إنّ التهيئة الإدراكية حساسة للطريقة وشكل المحفز. والمثال على التهيئة الإدراكية هو تحديد كلمة غير كاملة في اختبار إكمال الكلمة.
تستند التهيئة المفاهيمية على معنى التحفيز ويتم تفعيلها من خلال الأشياء المترابطة. على سبيل المثال تظهر الطاولة تأثيرات التهيئة على الكرسي لأن الطاولة والكراسي تنتمي إلى نفس الفئة.

### التهيئة التكرارية
تعد التهيئة التكرارية والتي يُطلق عليها أيضًا التهيئة المباشرة أحد أشكال التهيئة الإيجابية. عندما يتم التعرض للمحفز فإنه يفعل التهيئة أيضًا. وهذا يعني أن التعرض الجديد للمحفز سيتم معالجته بسرعة أكبر من قبل الدماغ.

## قياس آثار التهيئة
يمكن العثور على تأثيرات التهيئة مع العديد من اختبارات الذاكرة الضمنية مثل مهمة إكمال الكلمة الناقصة. يتم في هذه المهمة إعطاء المشاركين قائمة بالكلمات المتعلقة بالدراسة، ثم يطلب منهم إكمال الكلمة التي تحوي 3 أحرف معينة بأول كلمة تتبادر إلى ذهن الشخص. لوحظ تأثير التهيئة عند اكمال المشاركين بكلمات موجودة ضمن قائمة الدراسة أكثر من كلمات جديدة خارجها. يمكن استخدام تجربة القرار المتعلق بصحة الكلمات لإثبات التهيئة المفاهيمية حيث يُطلب من المشاركين في هذه التجربة تحديد ما إذا كانت سلسلة معينة من الأحرف تشكل كلمة أو لا. تظهر التهيئة عندما يكون المشاركون أسرع في معرفة الكلمات التي تم تهيئتها باستخدام كلمات ذات صلة لغوية بها، على سبيل المثال يكون الأشخاص أسرع بمعرفة كلمة (الممرضة) عندما يأتي قبلها كلمة (طبيب) مقارنة بما إذا كانت مسبوقة بكلمة (الزبدة). تم العثور على أدلة أخرى من خلال التصوير الدماغي والدراسات التي أجريت على مرضى ذوي إصابات دماغية. وهناك مثال آخر على التهيئة ضمن بحوث في مجال الرعاية الصحية كانت تدرس إمكانية تهيئة سلوكيات السلامة لدى الممرضات من خلال إعادة هيكلة اجتماع تغيير تقرير المناوبة. وجدت دراسة محاكاة الطيران أنه توجد بشكل مبدأي أدلة لإثبات أن سلوكيات السلامة يمكن أن تصبح مهيئة عن طريق إدراج لغة الأمان في التقرير.

## آثار إصابات الدماغ

### فقدان الذاكرة
يتم تشخيص مرضى فقدان الذاكرة بأنهم من تعرضوا إلى ضرر في الفص الصدغي الأنسي، مما أدى إلى اختلال الذاكرة المتعلقة بالأحداث اليومية. نتائج الدراسات الأولية على مرضى فقدان الذاكرة تكون متفاوتة، وهذا يتوقف على كل من نوع اختبار التهيئة وطريقة صياغة التعليمات.
يقوم مرضى فقدان الذاكرة كذلك بإنجاز مهام التهيئة الإدراكية كذوي صحة جيدة، على الرغم من أنهم يظهرون بعض الصعوبات في إكمال مهام التهيئة المفاهيمية بحسب الاختبار الذي يجري. على سبيل المثال يعمل دماغ المرضى بشكل طبيعي في مهام إيجاد مثيل أو شبيه لأمر معين، ولكن دماغهم يظهر ضعفًا في أي مهمة تتضمن الإجابة على الأسئلة العامة المتعلقة بالمعرفة.

### فقدان القدرة على الكلام
ربما كان أول استخدام للتهيئة الدلالية الكلامية على مرضى الاعصاب وخصوصًا على مرضى السكتة الدماغية الذين يعانون من فقدان القدرة على الكلام. أظهر المرضى الذين يعانون من حبسة فيرنيكه (نوع من فقدان القدرة على الكلام) والذين لم يتمكنوا من إصدار الأحكام الدلالية الكلامية في إحدى الدراسات دليلاً على تمتعهم بالتهيئة الدلالية، في حين أظهر مرضى حبسة بروكا الذين كانوا قادرين على إصدار الأحكام الدلالية الكلامية تهيئة أقل تناسقًا من مرضى حبسة فيرنيك. وامتد هذا الانفصام العقلي إلى فئات لغوية أخرى مثل علم الأصوات والنحو.

### الخرف
تم دراسة المرضى الذين يعانون من مرض (ألزهايمر) وهو الشكل الأكثر شيوعًا من الخرف على نطاق واسع بقدر ما تحتاج دراسة التهيئة. كانت النتائج متناقضة في بعض الحالات لكن بشكل عام يُظهر مرضى الألزهايمر آثار التهيئة بشكل منخفض بما يتعلق بمهام إتمام الكلمات وتقنية التداع الحر (تقنية التحليل النفسي التي تعتمد على ترك المجال للمريض للإفصاح عن الأفكار التي تتبادر لذهنه) مع المحافظة على الأداء الطبيعي في مهام القرار المتعلقة بالكلمات.

### آفات قشرة الدماغ
عانى أحد المرضى من سكتة دماغية في الشق الجانبي الأيسر، مما أدى إلى اصابته بعمه كلامي وسمعي (عدم القدرة على فهم الكلمات المنطوقة مع الحفاظ بالقدرة على القراءة والكتابة، ودون أي آثار سلبية على قدرة السمع). أظهر المريض استجابته للتهيئة الإدراكية الحسية المعتادة لكن كانت قدرة التهيئة المفاهيمية لديه لنطق الكلمات ضعيفة بشكل متوقع.
عانى مريض آخر من متلازمة عمه التعرف على الوجوه (عدم القدرة على التعرف على الاشخاص وتذكر الأسماء الصحيحة لهم) بعد حدوث ضرر على الفص الصدغي الأيسر، ولم يتمكن بعدها من ذكر أسماء الأشخاص أو المدن بشكل عفوي ولكنه تمكن من حل تمرين إكمال جزء من الكلمات بنجاح بعد دراسته لهذه الكلمات. أظهر هذا الأمر قدرات تهيئة إدراكية سليمة.

## علم الأعصاب الإدراكي

### التهيئة الادراكية
تقلل التهيئة من المعالجة العصبية في القشرة المخية للمحفزات الحسية مع تكرار التحفيز. تم اكتشاف ذلك من خلال التخطيط الكهربائي للدماغ (EEG) بواسطة موجات غاما والتصوير المقطعي بالإصدار البوزيتروني والرنين المغناطيسي الوظيفي. يرجع هذا الانخفاض إلى انخفاض التمثيل في المناطق الحسية بحيث تقلُّ عدد الخلايا العصبية التي تمثل الحافز. هذا يؤدي إلى تفعيل التمثيل الأكثر انتقائية في الخلايا العصبية التي تمثل الكائنات في المناطق المعرفية العليا.

### التهيئة المفاهيمية
ارتبطت التهيئة المفاهيمية بخفض تدفق الدم في القشرة المخية أمام الجبهية اليسرى. ويُعتقد أن القشرة المخية أمام الجبهية اليسرى تشارك في المعالجة الدلالية للكلمات بالإضافة لبعض المهام الأخرى.
إن وجهة النظر القائلة بأن القشرة المخية النخاعية تتحكم في التهيئة الإدراكية في حين تسيطر القشرة المخية أمام الجبهية اليسرى على التهيئة المفاهيمية هي بلا شك وجهة نظر مبسطة بشكل كبير لهذه العملية، ويركز العمل الحالي على توضيح مناطق الدماغ التي تشارك في التهيئة بشكل أكثر دقة.

## في الحياة اليومية
يُعتقد أن التهيئة تلعب دورًا كبيرًا في أنظمة الحياة النمطية لأن الاستجابة لمنبه معين يزيد من تكرار تلك الاستجابة، حتى لو كانت الاستجابة غير مرغوب فيها. الاستجابة الممنوحة لهذه المنبهات أو السلوكيات يفعل التهيئة عليها في وقت لاحق. توجد طريقة أخرى لشرح هذه العملية تسمى التلقائية: إذا كان وصف بعض السمات مثل (غبي) أو (ودود) تم استخدامها كثيرًا أو مؤخرًا يمكن حينئذ استخدام هذه الأوصاف تلقائيًا لتفسير سلوك شخص ما.
على الرغم من أن دراسة التهيئة الدلالية الكلامية والترابطية والتشكيلية تمت بشكل جيد، إلا أنه لم يتم التعرض إلى بعض التأثيرات طويلة الأمد في دراسات معمقة مما يدفعنا إلى اثارة الشكوك حول فعاليتها أو حتى وجودها. دعا دانييل كانمان الحائز على جائزة نوبل في علم النفس الباحثين المبدعين إلى التحقق من دقة نتائجهم في رسالة عامة وجهها إلى المجتمع قائلا أنّ التهيئة أصبحت «أمرًا مثيرًا للشكوك حول سلامة الأبحاث النفسية». أكد بعض النقاد أن الدراسات الأولية تعاني بشكل رئيسي من التحيز في النشر وتأثير القائمين على الدراسة عليها وعدم التعامل مع النقد في هذا المجال بشكل بناء.

## وصلات خارجية
- دقائق مع مفهوم: هل نحن نرى الواقع كما هو؟ على يوتيوب